# Рада революційного командування Єгипту
Рада революційного командування Єгипту (араб. مجلس قيادة ثورة Majlis Qiyāda ath-Thawra) — вищий орган державної влади Єгипту у 1953–1956 роках. Була започаткована невдовзі після Липневої революції 1952 року. Складалась в основному з членів виконкому організації «Вільні офіцери».

## Склад Ради
| Порядок                                       | Портрет | Ім'я                                                                                    | Звання та посада у липні 1952 року                                                                              | Обрання до складу Ради | Відставка      | Державний пост у 1952—1956 роках              |
| --------------------------------------------- | ------- | --------------------------------------------------------------------------------------- | --- | ---------------------- | -------------- | --------------------------------------------- |
| Єгипетське королівство до 18 червня 1953 року |         |                                                                                         | |                        |                |                                               |
| المملكة المصرية                               |         |                                                                                         | |                        |                |                                               |
| Республіка Єгипет з 18 червня 1953 року       |         |                                                                                         | |                        |                |                                               |
| جمهورية مصر                                   |         |                                                                                         | |                        |                |                                               |
| 1.                                            |         | Магомет Наґіб, Голова РРК (1952—1954)                                                   | генерал-майор піхоти, у липні 1952 року — командувач Південного округу, Манкабад.                               | 15 серпня 1952         | 1954           | Президент Єгипту (1953—1954)                  |
| 2.                                            |         | Ґамаль Абдель Насер, Віце-голова РРК, Голова РРК (1954—1956)                            | підполковник, викладач Штабного коледжу, Каїр                                                                   | 23 липня 1952          | 23 червня 1956 | Президент Єгипту з 1954 року                  |
| 3.                                            |         | Абдель Гакім Амер, член РРК                                                             | майор піхоти, округ Ель-Аріш, генерал-майор з 1953 року                                                         | 23 липня 1952          | 23 червня 1956 | військовий міністр з 1954 року                |
| 4.                                            |         | Абдель Латіф аль-Баґдаді, член РРК                                                      | підполковник ВПС, Каїр                                                                                          | 23 липня 1952          | 23 червня 1956 | Військовий міністр Єгипту (1953—1954)         |
| 5.                                            |         | Анвар Садат, член РРК                                                                   | підполковник військ зв'язку, Рафах, округ Ель-Аріш                                                              | 23 липня 1952          | 23 червня 1956 | Державний міністр з 1954 року                 |
| 6.                                            |         | Камаль аль-Дін Гусейн, член РРК                                                         | підполковник артилерії, викладач Штабного коледжу, Каїр                                                         | 23 липня 1952          | 23 червня 1956 |                                               |
| 7.                                            |         | Халед Могі ед-Дін, член РРК                                                             | майор бронекінноти, Каїр                                                                                        | 23 липня 1952          | 1 квітня 1954  |                                               |
| 8.                                            |         | Ґамаль Салем, член РРК                                                                  | підполковник ВПС, округ Ель-Аріш                                                                                | 23 липня 1952          | 23 червня 1956 | Міністр шляхів сполучення                     |
| 9.                                            |         | Салаг Салем, член РРК                                                                   | майор піхоти, Рафах, округ Ель-Аріш                                                                             | 23 липня 1952          | 23 червня 1956 | Міністр національного керівництва з 1953 року |
| 10.                                           |         | Гасан Ібрагім, член РРК                                                                 | капітан ВПС | 23 липня 1952          | 23 червня 1956 | Віце-президент Єгипту                         |
| 11.                                           |         | Гусейн аль-Шафеї, член РРК                                                              | підполковник бронекінноти, командир 1-ї бронетанкової бригади, Каїр.                                            | 15 серпня 1952         | 23 червня 1956 | Військовий міністр 1954 року                  |
| 12.                                           |         | Закарія Могі ед-Дін, член РРК, куратор спецслужб, відповідальний за охорону керівництва | підполковник піхоти, викладач Штабного коледжу, Каїр                                                            | 15 серпня 1952         | 23 червня 1956 | Міністр внутрішніх справ з 1953 року          |
| 13.                                           |         | Юсеф Седдик, член РРК                                                                   | підполковник піхоти, заступник командира 1-го мотомеханізованого батальйону, округ Ель-Аріш, з 13 липня — Каїр. | 15 серпня 1952         | березень 1953  |                                               |
| 14.                                           |         | Абдель Монейм Амін, член РРК                                                            | підполковник артилерії                                                                                          | 15 серпня 1952         | 1953           |                                               |